# はたけやま裕
はたけやま 裕（はたけやま ゆう、1月10日 - ）は、日本のパーカッショニスト、作曲家である。
岩手県陸前高田市生まれ埼玉県育ち。国立音楽大学打楽器専攻卒業。卒業時に日本打楽器協会新人演奏会で最優秀賞受賞。

## 来歴
中学時代に友人の付き添いで入部した吹奏楽部で打楽器と出会いプロのパーカッショニストになる決意を固める。埼玉県立熊谷女子高等学校を経て、国立音楽大学に進学し卒業後にプロの世界へ現在に至る。桑田佳祐、加藤登紀子、上妻宏光、古澤巌、井上陽水、由紀さおり、辛島美登里など多くのアーティストのサポートを務める他、2007年に初のパーカッションソロアルバムを発売後、現在までに4枚のソロ名義のアルバムをリリース。パーカッションをフロントにセッティングしたリーダーズライブも開催。菅沼孝三とのバトルライブ、自身の落語好きが高じて、春風亭昇太をゲストに迎えて落語/音楽のコラボ・ライブを行う等、活動の域を音楽だけに留めていない。第21期燦々ぬまづ大使。2018年10月1日こうのす観光大使就任。

## 作品
- アルバム「The Birth Of YOU」2007年
- HYPS（Hatakeyama You Project for Spirits）「Chaotic planet」2009年　ポニーキャニオン
- ミニアルバム「光の道」2012年　dayBreakBEAT
- アルバム 「ハナミズキの願い」2014年　キノミュージック/LIVELOVE
- カホン教則DVD「ドラマーのためのカホン移行ガイド～超絶技法とフレーズ集～」2015年　アルファノート
- アルバム 「銀河鉄道の夜」～Acoustic Live Version 2018年　HD-Impression

## 参加アルバム
- イルカ
  - 「森羅万象」～イルカセレクトベスト～（2010年6月2日発売）
  - 「ほのぼの倶楽部」（2012年7月4日発売） 日本クラウン
- 井上陽水『魔力』（2010年）フォーライフミュージックエンタテイメント
- 由紀さおり『夜明けのキャッツCATS IN THE DARK FEAT SAORIYUKI』EMIミュージック・ジャパン
- 上妻宏光『GEN』（2014年1月1日発売）日本コロムビア
- サザンオールスターズ『葡萄』（2015年）タイシタレーベル
- 桑田佳祐『がらくた』（2017年）タイシタレーベル
- 関口和之『FREE-UKES』（2022年）タイシタレーベル[7]

## 参加映像作品
- 桑田佳祐
  - 『昭和八十八年度! 第二回ひとり紅白歌合戦』（2014年）タイシタレーベル
  - 『がらくたライブ』（2018年）タイシタレーベル
  - 『平成三十年度! 第三回ひとり紅白歌合戦』（2019年）タイシタレーベル